# Rupert Keegan
 Rupert Keegan  (26 de febrer del 1955, Westcliff-on-Sea, Essex, Anglaterra) fou un pilot de curses automobilístiques britànic que va arribar a disputar curses de Fórmula 1.

## Carrera automobilística
Rupert Keegan va debutar a la cinquena cursa de la Temporada 1977 de Fórmula 1 (la 28a temporada de la història) del campionat del món de la Fórmula 1, disputant el 8 de maig el Gran Premi d'Espanya del 1977 al Circuit de Jarama.
Va participar en un total de trenta-set curses puntuables pel campionat de la F1, disputades en quatre temporades no consecutives (1977-1978, 1980 i 1982) aconseguint una setena posició com millor classificació en una cursa i no assolí cap punt pel campionat del món de pilots.

## Resultats a la Fórmula 1
| Any  | Equip                          | Xassís   | Motor | 1       | 2       | 3       | 4         | 5       | 6       | 7       | 8       | 9       | 10      | 11      | 12      | 13      | 14      | 15      | 16      | 17  | Posició | Punts |
| ---- | ------------------------------ | -------- | ----- | ------- | ------- | ------- | --------- | ------- | ------- | ------- | ------- | ------- | ------- | ------- | ------- | ------- | ------- | ------- | ------- | --- | ------- | ----- |
| 1977 | Penthouse Racing               | Hesketh  | Ford  | ARG     | BRA     | SUD     | O.USA     | ESP Ret | MON 12  | BEL Ret | SUE 13  | FRA 10  | GBR Ret | ALE Ret | AUT 7   | HOL Ret | ITA 9   | USA 8   | CAN Ret | JAP | -       | 0     |
| 1978 | Team Surtees                   | Surtees  | Ford  | ARG Ret | BRA Ret | SUD Ret | O.USA NVS | MON     | BEL NVQ |         |         |         |         |         |         |         |         |         |         |     | -       | 0     |
| 1978 | Team Surtees                   | Surtees  | Ford  |         |         |         |           |         |         | ESP 11  | SUE NVQ | FRA Ret | GBR NVQ | ALE NVQ | AUT NVQ | HOL NVS | ITA     | USA     | CAN     |     | -       | 0     |
| 1980 | RAM Penthouse Rizla Racing     | Williams | Ford  | ARG     | BRA     | SUD     | O.USA     | BEL     | MON     | FRA     | GBR 11  | ALE NVQ | AUT 15  | HOL NVQ | ITA 11  | CAN NVQ | USA 9   |         |         |     | -       | 0     |
| 1982 | Rothmans March Grand Prix Team | March    | Ford  | SUD     | BRA     | O.USA   | SMR       | BEL     | MON     | E.USA   | CAN     | HOL     | GBR     | FRA     | ALE NVQ | AUT Ret | SUI Ret | ITA NVQ | LVG 12  |     | -       | 0     |

### Resum
| Curses: | Victòries: | Pòdiums: | Poles: | Voltes ràpides: | Punts: |
| ------- | ---------- | -------- | ------ | --------------- | ------ |
| 37 (25) | 0          | 0        | 0      | 0               | 0      |